# Bubas bubalus
Bubas bubalus (лат.) — вид жесткокрылых насекомых из подсемейства скарабеин внутри семейства пластинчатоусых. Распространён в центральной и северной Испании, в южной Франции, Португалии, Гибралтаре, Монако и Италии. Обитают в умеренном климате. Имаго встречаются на навозе, с октября по июль.